# Bataille d'Elandsfontein
Première guerre des Boers
Batailles
- Bronkhorstspruit
- Rustenburg
- Marabastad
- Lydenburg
- Elandsfontein
- Laing's Nek
- Schuinshoogte
- Rooihuiskraal
- Majuba Hill

La bataille d'Elandsfontein fut une bataille de la première guerre des Boers. Elle se déroula à quelques kilomètres à l'ouest de la ville de Pretoria le 16 janvier 1881.
Le commandant des forces britanniques assiégées était inquiet des niveaux de stock de fourrage. Il tenta une première sortie discrète avec une moissonneuse le 11 janvier vers les prairies d'Elandsfontein à l'ouest de Pretoria, mais celle-ci fut repérée. L'aventure se solda par la perte de la moissonneuse et de son attelage.
Il fut alors décidé de tenter une expédition sous escorte.

## La bataille
La colonne britannique se mit en route le 16 janvier 1881 vers 4 heures du matin. Elle comprenait 2 canons de campagne, un canon de montagne monté sur charriot, 170 hommes montés dont 45 d'infanterie montée, 65 Carabiniers de Pretoria, et 60 Cavaliers de Nourse (d'après Henry Nourse, qui avait créé la compagnie un an plus tôt), ainsi que 300 fantassins dont 120 Royal Scots Fusiliers, 30 du 94th Regiment et 150 Carabiniers de Pretoria.
Alors que la colonne se trouvait à mi-chemin d'Elandsfontein, une diversion fut organisée vers 6h par des sapeurs sous commandement du Lieutenant R.P. Littledale, qui firent exploser une charge à quelques kilomètres à l'est de Pretoria, qui eut ainsi pour conséquence de détourner une partie des Boers
50 hommes de fusiliers de Pretoria furent envoyés à 5 kilomètres sur une colline au sud pour contrôler la passe de Quagga Poort. Les Cavaliers de Nourse se positionnèrent au nord. Les Boers occupaient des hauteurs des environs. Les autres troupes britanniques furent mises en réserve, les canons préparés, et les chariots mis en laager.
Gildea décida d'attaquer le laager boer fortement défendu, et il estima que les Cavaliers de Nourse, sous les ordres de Lieutenant J.W. Glynn, étaient les mieux placés pour ce faire. L'attaque se ferait pied à terre, les chevaux ayant été camouflés, et avec un support de 50 fusiliers.
Entretemps, des combats débutèrent au sud avec les Fusiliers de Pretoria.
Après une première attaque puissante qui faillit être victorieuse sur le laager boer, les Boers reçurent des renforts qui leur permirent de renverser la situation et de repousser les Britanniques. La colonne britannique entama son retrait à partir de 11h, non sans avoir fourragé, couverte par les canons se retirant alternativement. Elle fut de retour à Pretoria vers 15h.